# Dante Exum
Dante Exum (ur. 13 lipca 1995 w Melbourne) – australijski koszykarz, występujący na pozycji rozgrywającego, reprezentant kraju, od 2023 zawodnik Dallas Mavericks.
Jego ojciec Cecil występował na Uniwersytecie Karoliny Północnej wraz z Michaelem Jordanem oraz Jamesem Worthy. W 1982 zdobył wraz z nimi mistrzostwo NCAA Division I. W 1984 roku został wybrany w drafcie NBA przez zespół Denver Nuggets. Następnie przez wiele lat występował w australijskiej lidze NBL, w zespołach  North Melbourne Giants, Melbourne Tigers oraz Geelong Supercats.
W 2013 wystąpił w meczu wschodzących gwiazd - Nike Hoop Summit.
Exum został wybrany z numerem 5 w drafcie w 2014 roku przez Utah Jazz. Wziął udział w meczu Rising Stars Challenge podczas Weekendu Gwiazd 2015. W sierpniu 2015, podczas towarzyskiego meczu Australia–Słowenia zerwał więzadło krzyżowe przednie w lewym kolanie.
23 grudnia 2019 trafił w wyniku wymiany do Cleveland Cavaliers. 14 stycznia 2021 został wytransferowany do Houston Rockets. 17 września przedłużył umowę z klubem. 16 października 2021 został zwolniony. 7 grudnia 2021 dołączył do FC Barcelony. 14 lipca 2023 został zawodnikiem Dallas Mavericks.

## Osiągnięcia
Stan na 18 września 2023, na podstawie, o ile nie zaznaczono inaczej.

### NBA
- Uczestnik Rising Stars Challenge (2015, 2017)[13]

### Inne drużynowe
- Mistrz Ligi Adriatyckiej (2023)
- Wicemistrz Hiszpanii (2022)
- 3. miejsce w Eurolidze (2022)
- Zdobywca Pucharu Hiszpanii (2022)
- Finalista Superpucharu Hiszpanii (2021)

### Inne indywidualne
- Zaliczony do I składu Ligi Adriatyckiej (2023)

### Reprezentacja
- Mistrz Australii i Oceanii (2013)
- Wicemistrz świata U–17 (2012)
- Brązowy medalista olimpijski (2020)[14]
- Uczestnik mistrzostw świata:
  - 2014 – 12. miejsce, 2023 – 10. miejsce[15]
  - U–19 (2013 – 4. miejsce)
- Zaliczony do I składu mistrzostw świata:
  - U–17 (2012)
  - U–19 (2013)